# やすきよの腕だめし運だめし
『やすきよの腕だめし運だめし』（やすきよのうでだめしうんだめし）は、1981年から1982年にかけて読売テレビで放送されていたゲームバラエティ番組である。毎週土曜正午から放送。

## 概要
毎回4人の一般参加者たちが芸人たちとチームを組み、漫才やコント、スポーツアトラクションなどをして競っていた視聴者参加型番組。キャッチコピーは「さんまを落として、ハワイに行こう！」。2回目以降はうめだ花月での公開放送になった。
読売テレビ以外では札幌テレビ、テレビ新潟、岐阜放送、三重テレビでも放送されていた。

## 司会
- 横山やすし
- 西川きよし
- 明石家さんま
- 桃山こうた（男性アシスタント。桃山学院大学落語会出身の漫談家で、当時吉本興業に所属していた）
- 片山理子（テニスウェアを着た女性アシスタント。当時吉本新喜劇で活動していた）

## 主なゲーム
第1関門：演芸アピール
漫才やコントをして得点を競う。得点は審査員4人×それぞれの持ち点5点の計20点満点で、最下位になったチームはこの時点で脱落させられた。
第2関門：フェンシング玉刺し
コーナー進行役のさんまが投げる6個のグレープフルーツを、フェンシングの剣で何個突き刺せるのかを競うゲーム。ここでもやはり最下位になったチームは脱落させられた。
第3関門：風船テニスゲーム
押しピン（画鋲）の付いたラケットを使って風船をバドミントンの要領でラリーしていき、先に既定の点数を稼いだチームが勝者となるゲーム。風船を床に落とす（始めのうちの小さな風船のみ）、もしくは風船が割れるとアウト。ゲームが進むにつれて風船のサイズが大きくなっていき、いちばん大きな風船になる時の最初の1個目は観客席の後方から登場して、舞台へ送り届けるために観客も協力するのがお決まりで、ごく稀に客席でジャンボ風船が割れることもあった。先に既定の点数を稼ぐか風船が割れるとアウトとなった時点でゲーム終了、最終的に既定の点数を稼いだチームが勝ち残りラストゲーム挑戦権を獲得される。末期には、負けたチームもラストゲームに挑戦することができた。
ラストゲーム：水槽ゲーム
水槽に付いている赤の棒と青の棒のどちらかを引き、水槽の上にいるさんまを水に落とすゲーム。さんまは、毎回何らかのコスプレをして水槽の上で正座していた。出場チームはファンファーレと西川の笛を合図にして棒を引き、さんまが水槽に落ちればハワイ旅行を貰えた。「残念」の白文字が入った赤い垂れ幕が出ると扉が開かずさんまが水槽に落ちない為、ハワイ旅行は貰えなかったが、その場合にも西川が「こっちを引けばハワイやったのに…」と言いながらもう一方の棒を引っ張るので、毎回必ずさんまは水槽に落とされるというお約束があった。また、出場芸人も水槽に入るのがお約束で、紳助・竜介はシャンプーを持参して水槽の中で頭を洗っていた。末期には、「風船テニスゲーム」で負けて2位になったチームもこのゲームに参加できるようになったため、2位のチームが1位のチームを差し置いてハワイ旅行を獲得することもあった。
ちなみにさんまは当時かなり多忙になっていたため、番組を休むこともあった。その際にはさんまに代わって西川がコスプレをし、水槽に落ちる役割を務めていた。また、通常は西川がファンファーレと笛の合図と番組の締めの挨拶を担当していたが、西川が水槽に落ちた時には代わりにやすしが笛の合図と番組の締めの挨拶を行っていた。